# Perriers-en-Beauficel
Perriers-en-Beauficel är en kommun i departementet Manche i regionen Normandie i norra Frankrike. Kommunen ligger i kantonen Sourdeval som tillhör arrondissementet Avranches. År 2022 hade Perriers-en-Beauficel 207 invånare.

## Befolkningsutveckling
Antalet invånare i kommunen Perriers-en-Beauficel
| Referens: INSEE |